# Academia de las Artes y Técnicas del Cine de Francia
La Academia de las Artes y Técnicas del Cine de Francia, nombre oficial en francés Académie des Arts et Techniques du Cinéma, se creó en 1975 a iniciativa de Georges Cravenne.
Su objetivo es premiar los trabajos más destacados en el terreno cinematográfico, concediendo cada año una serie de trofeos llamados Premios César, en honor al nombre del escultor que diseñó la estatuilla, para animar la creación cinematográfica francesa y captar la atención del público sobre ella.
Los Premios César se conceden anualmente, a finales del mes de febrero o a principios del mes de marzo, tras una serie de votaciones de los miembros de la Academia relacionadas con las películas estrenadas en sala entre el 1 de enero y el 31 de diciembre del año anterior. Se entregan los César en el curso de una ceremonia, la Noche de los César, que suele ser televisada.
En la actualidad forman parte de la Academia Francesa del Cine más de 3100 artistas y profesionales.
- Datos: Q2822371